# Tiếng Provençal
Tiếng Provençal (/ˌprɒvɒ̃ˈsɑːl/, UK: /-sæl/, US: /ˌproʊ-, -vən-/; tiếng Occitan: Provençau hoặc Prouvençau) là một phương ngữ tiếng Occitan được nói bởi một nhóm người thiểu số ở miền Nam nước Pháp, chủ yếu ở Provence. Trong cộng đồng nói tiếng Anh, thuật ngữ Provençal từng được sử dụng để chỉ tất cả ngôn ngữ Occitan, nhưng bây giờ chủ yếu chỉ đến phương ngữ được nói ở Provence.
Provençal cũng là tên thông thường được đặt cho tiếng Occitan cổ được sử dụng bởi những người hát rong trong văn học thời Trung Cổ, trong khi tiếng Pháp cổ hoặc langue d'oïl được giới hạn ở mạn bắc của Pháp. Do đó, mã ISO 639-3 cho tiếng Occitan cổ là [pro].
Vào năm 2007, tất cả các mã ISO 639-3 cho phương ngữ tiếng Occitan, bao gồm cả [prv] cho Provençal, đã bị loại bỏ và sáp nhập vào [oci] Occitan. Các mã ([prv], [auv], [gsc], [lms], [lnc]) không còn được sử dụng, nhưng vẫn có nghĩa được gán cho chúng khi chúng được thiết lập trong Tiêu chuẩn.

## Phân nhóm
Các phân nhóm chính của Provençal là:
- Rodanenc (theo tiếng Pháp Rhodanien) quanh hạ lưu sông Rhône, Arles, Avignon, Nîmes. 
  - Tiểu phương ngữ Rodanenc, Shuadit (hay Judeo-Provençal), được cho là đã biến mất kể từ năm 1977. Nó được nói bởi cộng đồng Do Thái xung quanh Avignon. Khi người Do Thái được cấp quyền tự do cư trú tại Pháp, phương ngữ bị mai một.
- Maritim hoặc Centrau hoặc Mediterranèu (Hàng hải hoặc miền Trung hoặc Địa Trung Hải) xung quanh Aix-en-Provence, Marseille, Toulon, Cannes, Antibes, Grasse, Forcalquier, Castellane, Draguignan.
- Niçard ở hạ du quận Nice.

Gavòt (bằng tiếng Pháp Gavot), nói tại Tây Occitan Alps, xung quanh Digne, Sisteron, Gap, Barcelonnette và thượng Nice, cũng ở một phần của Ardèche, còn được gọi là Vivaro-Alpine. Nó là một phương ngữ tiếng Occitan liên quan nhưng thường bị nhầm lẫn là phương ngữ của Provençal vì nó hiện diện tại một phần của khu vực Gavot (gần Digne và Sisteron) thuộc về vùng Provence lịch sử. Phương ngữ này được nói ở thung lũng thượng của Piemonte, Ý (Val Maira, Val Varacha, Val d'Estura, Entraigas, Limon, Vinai, Pignerol, Sestriera).